# Breonia stipulata
Breonia stipulata är en måreväxtart som beskrevs av George Darby Haviland. Breonia stipulata ingår i släktet Breonia och familjen måreväxter. Inga underarter finns listade i Catalogue of Life.